# Amish

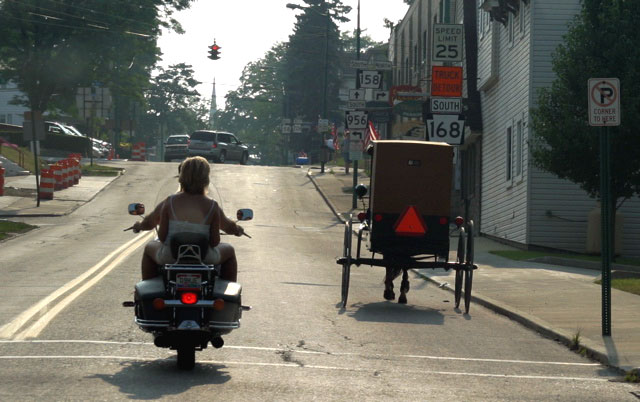
Contrast in vervoer in Pennsylvania

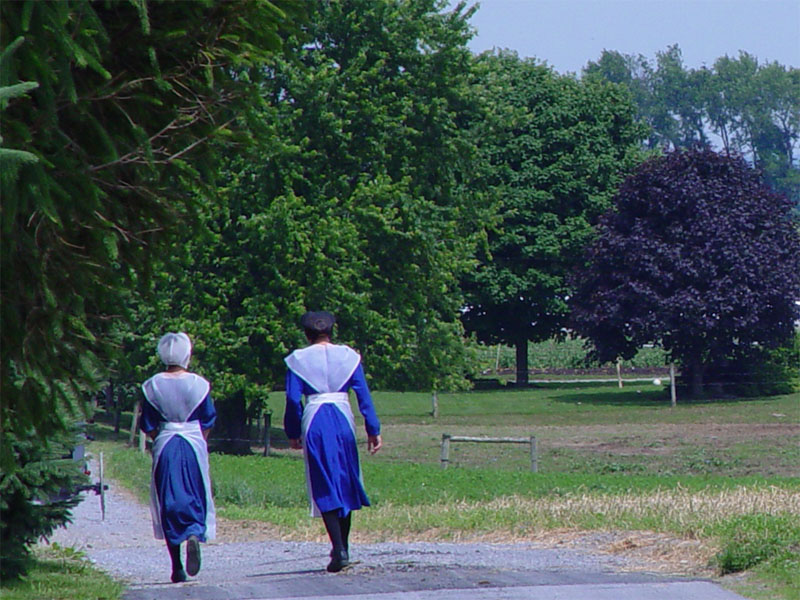
Traditionele klederdracht

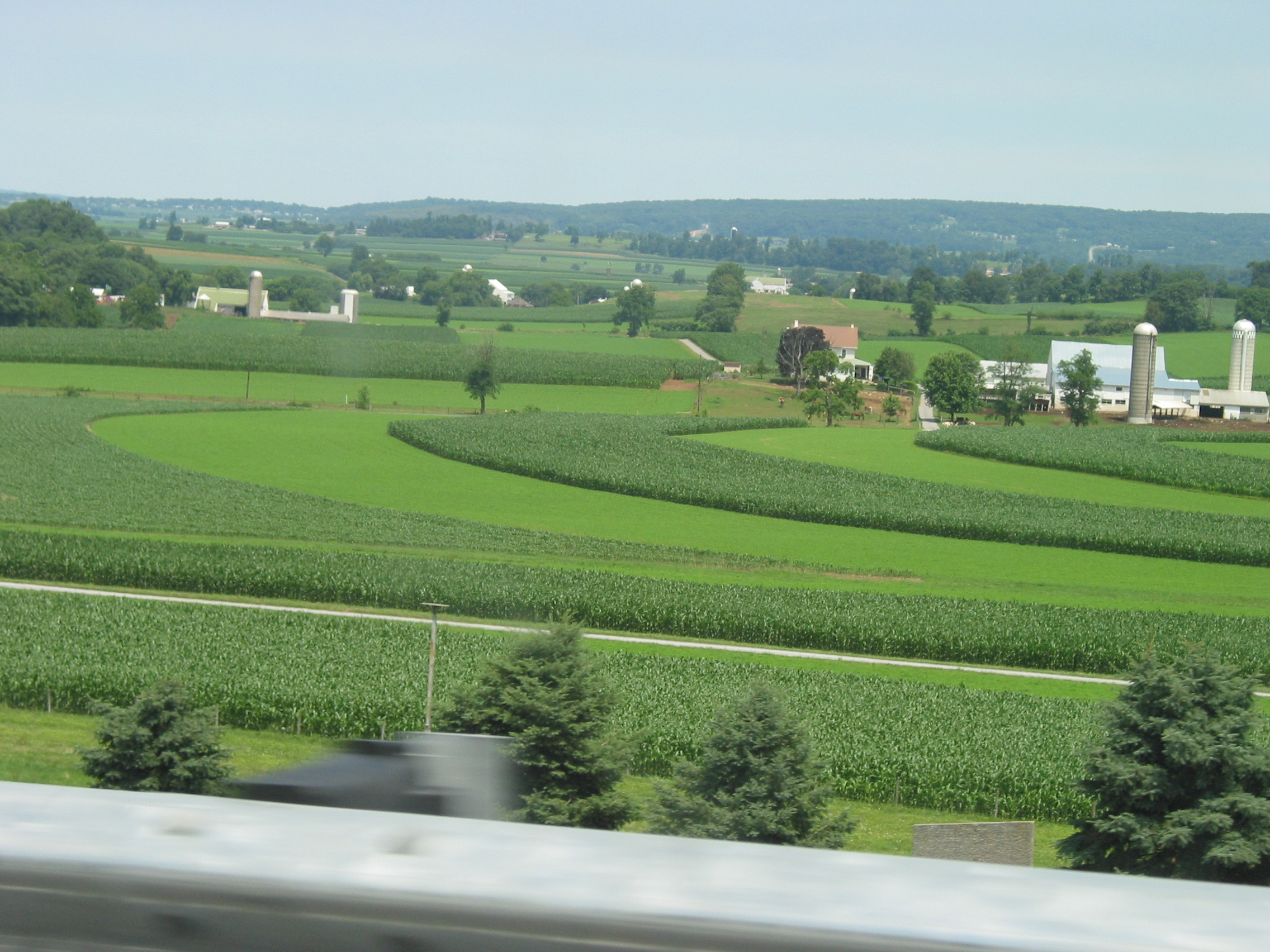
Landbouwgebied met amishboerderijen

De amish is een mennonitische, rigoristische protestantse geloofsgemeenschap in Noord-Amerika. Het zijn volgelingen van de Zwitser Jakob Ammann (1644 - 1730) die in 1693 brak met de minder radicale mennonitische hoofdstroom.
Gedwongen door geloofsvervolgingen in Zwitserland vertrokken veel amish naar de Elzas en de Palts. Kleine groepen kwamen in Nederland, Polen en Rusland terecht. Vanuit Europa emigreerden veel amish-gemeenschappen vanaf 1737 naar Noord-Amerika omdat hun levenswijze in Europa nog nauwelijks getolereerd werd. Anderen sloten zich in de loop der tijd weer aan bij de mennonieten of andere doperse bewegingen. In 2024 werd de totale amish-populatie geschat op 401.000. Door de traditioneel grote gezinnen neemt deze bevolkingsgroep sterk in omvang toe. In 1992 werd het aantal Amish nog geschat op 123.000.

## Geschiedenis

### Begin van de anabaptistische beweging
De anabaptistische beweging, waaruit later de amish voortkwam, begon begin zestiende eeuw in kringen rond Huldrych Zwingli, die de Reformatie leidde in Zwitserland. In Zürich praktiseerde men in 1525 voor het eerst de volwassenendoop van mensen die als pasgeborene reeds waren gedoopt. De kinderdoop werd principieel afgewezen omdat die niet het gevolg is van een bewuste en vrijwillige beslissing door betrokkene. Deze tak van radicale reformatie zou later bekend komen te staan als Zwitserse Broeders.

### Oorsprong van de Amish
Aan het eind van de zeventiende eeuw leidde de strikte interpretatie van de doopsgezinde bisschop Jakob Ammann tot onrust in Zwitserse en Elzasser mennonitische gemeenschappen. Ammann debatteerde met ouderling Hans Reist over wie gered kon worden, wie naar de hemel zou gaan. Ammann was radicaal in zijn opvattingen: hij eiste een volledige bekering. De ware gelovigen moesten "het kruis als voorbeeld nemen" en dan een "levende hoop op redding" hebben, terwijl twijfelaars en onbeslisten die "deze wereld zelfs meer liefhebben dan de Heer", geen genade konden verwachten. Daarnaast had Ammann specifieke opvattingen over het uiterlijk van de gelovige en zijn plaats in de gemeenschap. Hij benadrukte strikte kledingregels en schreef voor mannen het dragen van een baard voor. Omdat lang niet iedereen hem wilde volgen scheidde hij zich af. Van de 69 voorgangers in de Elzas volgden er 27 de bisschop Ammann. Zijn eisen aan de gelovigen leidden tot het ontstaan van de amish.

### Emigratie naar Noord-Amerika
In de achttiende eeuw nodigde William Penn de amish en andere religieuze minderheden zoals quakers en hernhutters uit om naar zijn kolonie Pennsylvania in Noord-Amerika te komen om zich daar te vestigen. In een eerste fase van immigratie rond het midden van de achttiende eeuw gingen zo'n 500 amish op deze uitnodiging in. Deze eerste amish-immigranten gingen naar Berks County, Pennsylvania, maar zijn later verhuisd naar Lancaster County. In de negentiende eeuw, als reactie op politieke (Franse Revolutie) en economische (Industriële revolutie) veranderingen, volgden nog eens 3000 personen.

### Old Order Amish en amish-mennonieten
In de jaren na 1850 ontstonden spanningen binnen amish-gemeenten en tussen verschillende amish-gemeenten. Tussen 1862 en 1878 werden er jaarlijks Dienerversammlungen (pastorale conferenties) gehouden over hoe de amish zouden moeten omgaan met spanningen veroorzaakt door druk vanuit de moderne samenleving. De vergaderingen waren een progressief idee; bisschoppen die vanuit heel Amerika naar een conferentie samenkwamen om eenheid te bespreken, was nieuw voor de amish. Na de eerste vergaderingen besloten de traditionele bisschoppen in 1885 deze conferenties verder te boycotten, omdat ze vonden dat hun zorgen onvoldoende werden gehoord.
De progressievere leden, ongeveer twee derde van de volksverhuizers, werden later bekend onder de naam amish-mennonieten en hebben zich uiteindelijk verenigd met de doopsgezinde kerk en andere doopsgezinde denominaties. Dit gebeurde vooral aan het begin van de twintigste eeuw. De meer traditioneel ingestelde groepen werden bekend als de Old Order Amish.
In Europa volgden de amish-gemeenten dezelfde weg als de amish-mennonieten in Noord-Amerika; ze gingen op in de mennonitische kerkgenootschappen. De laatste amish-gemeente in Duitsland fuseerde met de naburige doopsgezinde kerk in 1937. Sommige doopsgezinde gemeenten, waaronder de meeste in de Elzas, stammen rechtstreeks af van voormalige amish-gemeenten.

## Bevolking
In 2017 werden ongeveer 318.000 Old Order Amish geteld in 31 Amerikaanse staten en drie Canadese provincies, waarvan de meeste in Pennsylvania, Ohio en Indiana woonden.

## Leer
Bij de amish zijn religie, waarden en traditie onlosmakelijk verbonden met het dagelijkse leven. Hun geloof wordt meer geleefd dan besproken. Het dagelijks leven is nauw verweven met het geloof; het kerkelijke, sociale en familieleven vallen vrijwel samen. Hierdoor ligt de nadruk niet op de theologie, maar op de praktijk van het geloof.
Voor de Amish is het waar dat God degene is die beslist wie gered zal worden, dat wil zeggen wie naar de hemel zal gaan. Wat een persoon gelooft en doet, is echter doorslaggevend in deze beslissing. De Amish volgden niet de doctrine van predestinatie, zoals die in het calvinisme wordt onderwezen, die ervan uitgaat dat de mens uiteindelijk geen controle heeft over zijn redding.
De amish geloven op basis van de Bijbel zoals de meeste christenen dat mensen niet van nature goed zijn, maar dat sinds de val van de mens iedereen tegen verleiding heeft moeten vechten.
De traditie van het werpen van het lot geeft uiting aan de immanentie van God als uitdrukking van Zijn wil. In hun relatie tot de wereld volgen ze het evangelie van Johannes, hoofdstuk 17, waar Jezus zegt dat hoewel de Zijnen in deze wereld zijn, ze niet van deze wereld zijn.
Ze zijn overtuigd van het onnut van kennis die verder gaat dan wat ze nodig hebben voor hun leven en van het onnut van persoonlijke autonomie boven de gemeenschap. De gemeenschap van gelovigen geeft hun zekerheid en springt in bij elke behoefte, of die nu wordt veroorzaakt door zeer hoge medische kosten of doordat huis en erf afbranden. Daarom sluiten ze geen verzekeringen af en wijzen ze sociale uitkeringen en bijstand af. Ze geloven dat helpen in tijden van nood de primaire plicht is van elke christen jegens zijn broeder. Nederigheid en sereniteit (Demut und Gelassenheit), een eenvoudig leersysteem, ontheffing van de leerplichtwet en pacifisme zijn echter ideaal.
De plaats van het individu in het grote geheel is klein. In deze gemeenschapsreligie bepalen ouders wat kinderen doen, de groep bepaalt hoe men moet leven en het individu moet zich daarin voegen. Een uitzondering hierop is de rumspringa.
Erediensten worden eenmaal per twee weken gehouden bij een van de leden thuis, ze duren in het algemeen drie tot vier uur. Er worden twee preken gehouden, een lange en een korte. De voorgangers zijn niet theologisch geschoold. Tijdens de diensten wordt zeer langzaam gezongen uit een gezangenboek Ausbund uit 1654, het oudste gezangboek dat nog steeds in gebruik is.

## Levenswijze

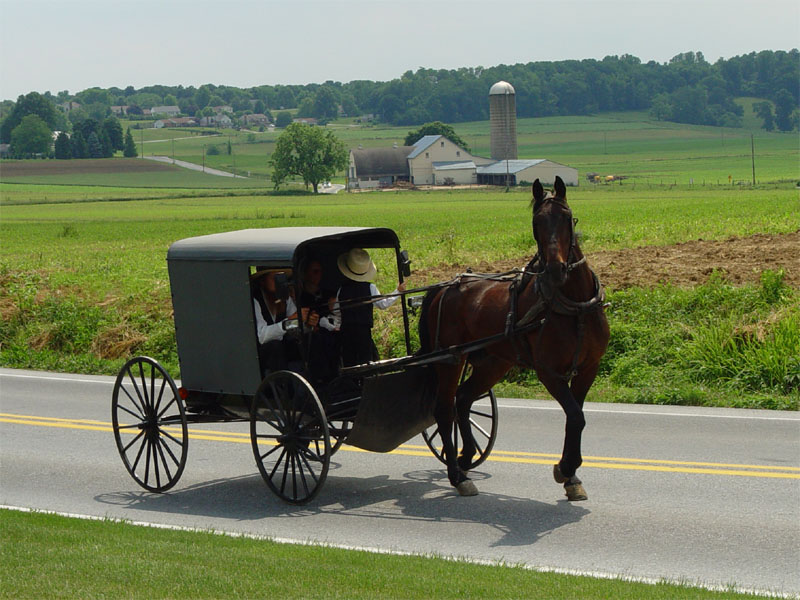
Traditioneel vervoer per buggy

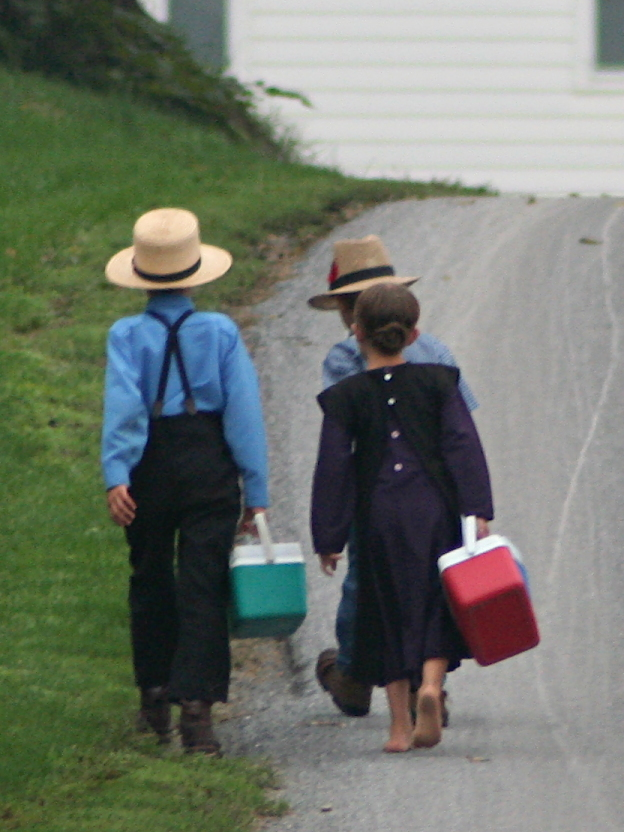
Kinderen op weg naar school

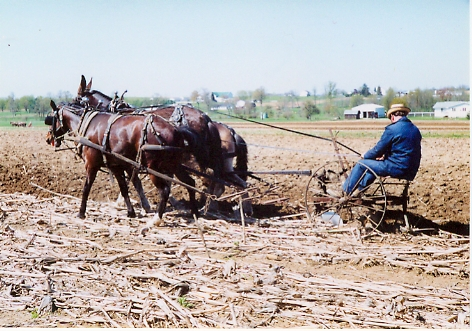
Ploegen met paarden

### Eenvoud
De amish hechten zeer aan hun doperse geloof, waarin ook een radicaal pacifisme is besloten, alsmede eenvoudig leven waarbij men bijna volledig zelfvoorzienend is wat betreft voeding en alledaagse benodigdheden. Verder zijn belangrijk een hecht gezinsleven en loyaliteit aan de geloofsgemeenschap. Men plaatst zich bewust buiten de moderne wereld. De amish wonen in agrarische gemeenschappen, nog grotendeels zoals men in de eerste helft van de negentiende eeuw leefde, zonder veel moderne voorzieningen en met gebruikmaking van traditionele landbouwmethoden en ambachtswerk. Men draagt de eenvoudige plattelandskledij uit die tijd.

### Onderwijs
Zeggenschap over opvoeding en onderwijs is een basisbegrip in de amish-gemeenschap. Onderwijs in eigen kring, door eigen leerkrachten en volgens een eigen lesprogramma, maakt het mogelijk de typische amish-normen en -waarden door te geven aan een volgende generatie. Voorop staan het leren van de gemeenschappelijke waarden en van praktische vaardigheden.
Het verwerven van 'wereldse kennis' op het niveau van middelbaar en hoger onderwijs wordt gezien als het toegeven aan persoonlijke ijdelheid. Amish-kinderen gaan tot ongeveer hun veertiende jaar naar school. Die bestaat meestal uit één enkel klaslokaal en wordt beheerd door de lokale gemeenschap. De kinderen krijgen les in rekenen, lezen, schrijven en Bijbelkennis. Er is veel aandacht voor praktische vaardigheden, die voor een groot deel ook thuis, op de boerderij en in de werkplaatsen worden verworven. Geschiedenis, aardrijkskunde en andere kennis over 'de wereld', zoals op andere scholen gewoon is, worden niet onderwezen. Daardoor hebben de meeste amish slechts een beperkt beeld van de geschiedenis en de wereld buiten hun gemeenschap. Dit wordt nog in de hand gewerkt doordat veel van de amish geen kranten lezen en geen televisie, radio, telefoon of internet gebruiken.
In de jaren vijftig en zestig van de twintigste eeuw zijn er door de overheid processen aangespannen tegen amish die niet aan sommige leerplichtwetten wilden voldoen. Veel vaders hebben toen in de gevangenis gezeten omdat ze weigerden hun kinderen naar de toen verplicht geworden highschool te sturen. Na een lange en soms bittere strijd stelde het Hooggerechtshof hen in 1972 in het gelijk. Volgens het hof zou verplichte deelname aan vervolgonderwijs de vrijheid van godsdienst, een van de hoofdrechten in de Amerikaanse grondwet, van de amish in ernstige mate in gevaar brengen.

### Techniek
Vaak wordt er door de buitenwereld van uitgegaan dat alle amish tegen technische vooruitgang zijn. Dit ligt genuanceerder. Halverwege de negentiende eeuw werd het steeds duidelijker dat de industriële revolutie, die rond 1800 was begonnen, de wereld grondig had veranderd en dat er voor de toekomst nog veel meer verandering zou aankomen. De amish-gemeenschap hield toen verscheidene conferenties over de vraag hoe men moest omgaan met al die moderne ontwikkelingen. Het grootste deel van de amish, het deel dat tegenwoordig bekendstaat onder de naam Old Order Amish, besloot de nieuwe ontwikkelingen in zijn geheel af te wijzen en alleen de tot dan toe gangbare, relatief eenvoudige, technische hulpmiddelen te blijven gebruiken. De rest van de gemeenschap vormde verschillende splintergroeperingen die, in verschillende gradaties, liberaler omgaan met producten van de latere technische vooruitgang.
De Old Order Amish gebruiken alleen technieken die gangbaar waren rond 1850 en rijden daarom tegenwoordig nog steeds met paard-en-wagen, gebruiken geen elektriciteit en dragen nog steeds de toen gebruikelijke kleding. De meer liberale stromingen maken wel gebruik van na 1850 ontwikkelde technische hulpmiddelen en hebben bijvoorbeeld wel elektriciteit, en gebruiken zelfs ook auto's (Beachy- en New Order Amish). Soms wordt dit niet toegepast voor huiselijk gebruik, maar alleen om moderne werktuigen bij het werken op de boerderij of de werkplaats te gebruiken. Bij anderen gaat het om een bijna volledige toepassing van alle moderne technologieën in werk- en woonhuis. Vaak worden deze 'moderne amish' door de meer conservatieven niet meer als 'echte' amish beschouwd.

### Talen
Zowel jonge als oude amish spreken een Zuidwest-Duits dialect met elkaar. De overgrote meerderheid van de amish spreekt Pennsylvania-Duits ('Pennsilfaani-Deitsch'), terwijl ongeveer zeven procent van de amish een Elzassisch dialect of een dialect uit het Zwitserse Bernerland ('Berndeutsch') spreekt. Erediensten worden gehouden in het Bijbel-Hoogduits of Pennsilvaans. Met niet-amish spreekt men Engels.

## Toerisme

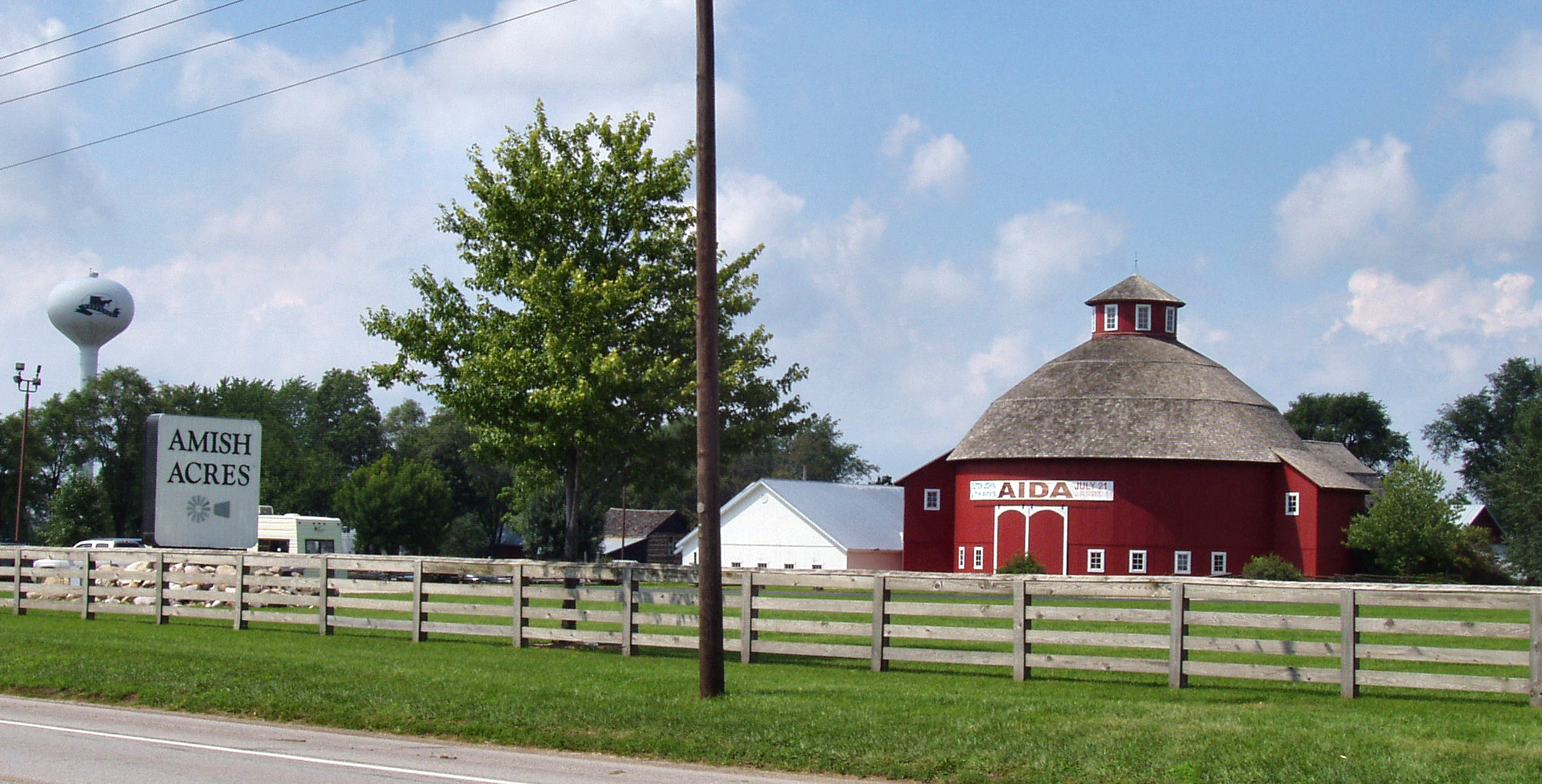
Toeristenattractie

In Pennsylvania komen ieder jaar miljoenen mensen op bezoek die met eigen ogen willen zien hoe de amish leven. Er zijn voorlichtingscentra met multimediashows in een Amish Experience Theater. Ook zijn er rondleidingen, themaparken, nagebouwde amish-dorpen, antiekmarkten en souvenirwinkels.

## Rumspringa
Kinderdoop kennen de amish niet: evenals andere doopsgezinden vinden ze dat iemand pas weloverwogen en bewust tot de gemeenschap kan toetreden als hij of zij de jaren des onderscheids heeft bereikt rond het twintigste levensjaar. Vanaf een jaar of zestien mogen amish een paar maanden tot een paar jaar leven als de gemiddelde Amerikaan. Zo kunnen ze beter kiezen tussen het leven in de amish-gemeenschap en het leven in de wereldse Amerikaanse maatschappij. Dit wordt rumspringa (Nederlands: in het rond springen, ronddollen) genoemd. Ze mogen altijd terugkeren naar de amish-gemeenschap, op voorwaarde dat ze dan ook hun hele leven amish blijven. Op deze wijze kunnen de jongeren ervaren wat er in de rest van de maatschappij zoal te koop is en kan de keuze voor een leven als amish bewust worden gemaakt. Zo'n 85 tot 90 procent kiest ervoor om zich na de rumspringa weer bij de amish aan te sluiten en bijna allen houden zich daarna de rest van hun leven ook aan die keuze. Bij dit definitieve aansluiten worden de jongvolwassenen ook gedoopt en nemen hun vaste plaats in de gemeenschap in. Kiezen ze niet voor het amish-leven, dan worden ze vaak verstoten door hun familie en de amish-groep waarin ze zijn opgegroeid.

## Straf bij overtredingen
Als een lid van een traditionele amish-gemeenschap iets doet dat ernstig in strijd is met de gemeenschapsafspraken en zich na herhaalde vermaningen niet betert, kan deze persoon op voorstel van de kerkleiding voor een bepaalde periode door de hele gemeenschap worden genegeerd. Dit wordt shunning of Meidung (mijding) genoemd. Niemand mag dan meer spreken met of luisteren naar de overtreder, totdat deze in een bijeenkomst van de gemeenschap zijn zonden heeft beleden. Bij zeer ernstige overtredingen kan dit mijden levenslang duren, zodat de overtreder dan feitelijk uit de gemeenschap verstoten is.

## Genetica
Doordat zich vrijwel geen mensen van buiten de gemeenschap bij de amish voegen zijn alle amish-nakomelingen van de kleine groep oorspronkelijke kolonisten en is iedere amish verwant aan de familie van zijn of haar partner. Dit leidt tot genetische drift. Bij de amish komt het syndroom van Ellis-van Creveld vaker voor, waarbij onder andere dwerggroei en polydactylie als symptomen aanwezig zijn. Ook komen er veel tweelingen voor onder de amish. Doordat het gemiddelde amish-gezin vijf tot tien kinderen heeft, groeit de gemeenschap snel: iedere 20 jaar verdubbelt hun aantal. Omdat goed bekend is wie allemaal familie is van wie en de groep bereid was mee te werken aan wetenschappelijk onderzoek, zijn veel genetische onderzoeken verricht onder de amish. Een onderzoek waaruit voor het eerst bleek dat manisch-depressiviteit een genetische basis kan hebben, werd in een amish-populatie uitgevoerd.

## Amish in de media
Er zijn verscheidene Hollywoodfilms over de amish gemaakt, hun bijzondere levenswijze wordt daarin vaak overdreven aangezet. De film Witness uit 1985 met Kelly McGillis en Harrison Ford zou nog het meest een waarheidsgetrouwe beeld van de gemeenschap geven.
De documentaire Devil's Playground (2002) belicht de rumspringa. Een aantal tieners wordt gedurende langere tijd gevolgd en een aantal ouderlingen komt aan het woord – een zeldzame gebeurtenis, aangezien de amish niet graag gefotografeerd of gefilmd worden. Ook is er een negendelige serie op televisie geweest waarbij enkele jongvolwassenen tijdens de rumspringa gevolgd werden: Amish in the City (2004). De BBC maakte in 2012 de documentaire Amish - a secret life waarin het gezinsleven en de geloofsbeleving van een Old Order amish-familie werd weergegeven.
Zanger "Weird Al" Yankovic bracht in 1996 de single "Amish Paradise" uit, een satire op de levensstijl van de amish, gebaseerd op het nummer Gangsta's Paradise van Coolio.

## Schietincident
Op 2 oktober 2006 was er een schietincident bij een amish-schooltje voor basisonderwijs in Nickel Mines (Pennsylvania). Een zwaarbewapende 32-jarige man, geen amish, nam een aantal leerlingen en moeders van leerlingen mee naar buiten. Elf meisjes werden vastgebonden aan hun enkels en vervolgens beschoten. Ook enkele andere personen werden geraakt. Er vielen vijf doden. De dader beroofde zich na de komst van de politie van het leven. Ouders van neergeschoten kinderen waren op de begrafenis van de schutter aanwezig, wat algemeen verbazing en bewondering wekte. Op basis van deze gebeurtenis is in 2010 de film Amish Grace gemaakt.